# میتوکسانترون
میتوکسانترون (به انگلیسی: Mitoxantrone HCI)
رده درمانی: آنتی بیوتیک‌های مؤثر بر نئوپلاسم .
اشکال دارویی: آمپول

## موارد مصرف
میتوکسانترون در درمان لوسمیهای حاد میلوسیتیک، پرومیلوسیتیک، منوسیتیک و لوسمی حاد اریتروئید، سرطان پستان، کبد و لنفومهای غیرهوچکینی و سرطان پروستات پیشرفته مقاوم به هورمون مصرف می‌شود.

## مکانیسم اثر
به‌نظر می‌رسد این دارو بااتصال به DNA سبب مهار ساخت DNA و RNAمی‌شود.

## عوارض جانبی
خونریزی گوارشی، دردشکم، اسهال، تهوع، موکوزیت، استفراغ، التهاب گوشه لب، تنگی نفس، سرفه، ریزش لکه‌های موها، لکه‌های بنفش رنگ پوست (پتشی، اکیموز)، عفونت خون (سپسیس)، عفونت قارچی، تب.